# Julia Viellehner
Julia Viellehner (Benediktbeuern, 6 settembre 1985 – Cesena, 23 maggio 2017) è stata una triatleta, maratoneta e mezzofondista tedesca.

## Biografia
Il 14 maggio 2017 prende parte all'edizione annuale del Triathlon Sprint di Cervia, piazzandosi al secondo posto. In vista della nuova stagione decide quindi di rimanere in Emilia-Romagna per la sua preparazione atletica.
La mattina del 15 maggio 2017 è stata investita da un semirimorchio all'altezza di un tornante mentre si stava allenando in bicicletta al passo delle Forche nei pressi di Galeata, nella provincia di Forlì-Cesena. Dopo l'impatto la bici si è agganciata alla ruota posteriore del mezzo pesante, trascinando l'atleta per 7-8 metri lungo l'asfalto e causandole profonde ferite. Trasportata in prognosi riservata all'Ospedale Maurizio Bufalini di Cesena, le sue condizioni si sono successivamente aggravate, portando i medici ad amputarle entrambe le gambe nel tentativo di salvarle la vita. La sera del 23 maggio seguente l'ospedale ha annunciato il decesso dell'atleta nello stesso ospedale dove il giorno prima era morto il motociclista Nicky Hayden.

## Progressione

### Maratona
| Stagione | Risultato | Luogo             | Data       | Rank. Mond. |
| -------- | --------- | ----------------- | ---------- | ----------- |
| 2016     | 2h40'41"  | Vienna            | 10-4-2016  |             |
| 2015     | 2h40'28"  | Monaco di Baviera | 11-10-2015 |             |
| 2009     | 2h41'42"  | Changhua          | 10-5-2009  |             |

## Palmarès
| Anno | Manifestazione    | Sede          | Evento         | Risultato | Prestazione | Note |
| ---- | ----------------- | ------------- | -------------- | --------- | ----------- | ---- |
| 2005 | Mondiali di cross | Saint-Galmier | Corsa seniores | 75ª       | 31'20"      |      |